# Demy de Zeeuw
Demy Patrick René de Zeeuw, més conegut com a Demy de Zeeuw (ˈdeːmi də ˈzeːu̯), (Apeldoorn, 26 de maig de 1983) és un exfutbolista professional neerlandès que jugava de centrecampista.
Després de ser fitxat per uns 8 milions d'euros de l'AZ Alkmaar, va debutar amb l'AFC Ajax el 2 d'agost de 2009 durant la victòria al FC Groningen per 0-2 a l'Eredivisie.

## Palmarès
AZ Alkmaar
- Eredivisie (1): 2008–09

Ajax
- Copa neerlandesa (1): 2009-10

Selecció neerlandesa
- Campionat d'Europa sub-21: 2006
- Subcampió a la Copa del Món de futbol: 2010